# Michele Mitchell
Pour les articles homonymes, voir Mitchell.
Michele Anne Mitchell est une plongeuse américaine des années 1980 née le 10 janvier 1962 à Phoenix (Arizona).

## Carrière
Elle est vice-championne olympique en haut-vol à 10 mètres aux Jeux olympiques d'été de 1984 à Los Angeles et aux Jeux olympiques d'été de 1988 à Séoul. Elle obtient aussi une médaille d'or aux Jeux panaméricains de 1987 à Indianapolis.
Elle intègre l'International Swimming Hall of Fame en 1995, et est l'entraîneuse des équipes de natation et de plongeon des Wildcats de l'Arizona.